# Перша селянська капела бандуристів імені Тараса Шевченка
Пе́рша селя́нська капе́ла бандури́стів і́мені Тара́са Шевче́нка була заснована у середині двадцятих років була заснована капела кобзарів у Миргороді.
В її організації брав участь український художник і етнограф Опанас Сластіон. Довгий час капелу очолював Іван Скляр — видатний майстер-конструктор нових бандур. У 1927 році Миргородська капела стала називатись Першою селянською капелою бандуристів імені Тараса Шевченка. Як професійний колектив, вона подорожувала з концертами по всій країні. Під час Німецько-радянської війни капела часто виступала перед фронтовиками, а в 1943 році влилась у повному складі до новоутвореного Державного українського народного хору (нині Національний заслужений академічний український народний хор України імені Григорія Верьовки). 
Зараз у Полтаві діють Заслужена капела бандуристок України, створена в перші післявоєнні роки, ансамбль бандуристів у Полтавському музичному училищі ім. М. В. Лисенка (нині Полтавський коледж мистецтв імені Миколи Лисенка). Всього в області — 50 ансамблів бандуристів. При 25-ти початкових спеціалізованих мистецьких навчальних закладах працюють класи бандури, в яких понад 500 учнів.